# Iridarsenite
L'iridarsenite è un minerale.